# Heterochaete sanctae-martae
Heterochaete sanctae-martae är en svampart som beskrevs av Bodman 1953. Heterochaete sanctae-martae ingår i släktet Heterochaete och familjen Auriculariaceae.   Inga underarter finns listade i Catalogue of Life.